# Vilar Formoso
Vilar Formoso ist ein Ort und eine Gemeinde im Nordosten Portugals. Die Kleinstadt (Vila) ist vor allem für ihren stark frequentierten Grenzübergang zu Spanien bekannt. Im Gegensatz zu den meisten Gemeinden der Region, die insbesondere seit den 1960er Jahren von starker Abwanderung betroffen sind, konnte Vilar Formoso als Grenzort seine Einwohnerzahl phasenweise deutlich erhöhen. In Folge der wegfallenden Grenzkontrollen seit den 1990er Jahren (Schengener Abkommen) nimmt die Bevölkerung inzwischen wieder langsam ab. Vilar Formoso ist aber weiterhin die größte Ortschaft im Kreis Almeida.

## Geschichte
Der heutige Ort entstand im Verlauf der mittelalterlichen Reconquista und der folgenden Bevölkerungspolitik. So wurde die Gemeindekirche erstmals im 12. Jh. durch die Templer errichtet.
Im 18. Jahrhundert wurde der Ort bereits als relevante Ortschaft geführt, hatte aber noch keine größere Bedeutung. Im Verlauf der napoleonischen Invasionen wurde auch Vilar Formoso und sein Umland Schauplatz von Auseinandersetzungen. Insbesondere die Schlacht bei Fuentes de Oñoro im benachbarten spanischen Fuentes de Oñoro 1811 ist zu nennen, als eine britisch-portugiesische Armee unter Generall Wellington eine französische Armee unter Führung des Marschalls André Masséna besiegte und dabei in Vilar Formoso Lager nahm. Der Ort hatte dabei große Schäden zu verzeichnen, insbesondere durch die durchziehenden Truppen verursacht, wie schon 1808, als die Generäle Masséna und Loison hier durchzogen.
Der Ort erlangte erst mit Ankunft der Eisenbahnlinie der Linha da Beira Alta 1882 bzw. 1886, die hier ihren Endpunkt in Portugal und den Übergang zu Spanien fand, einen wachsenden Stellenwert.
Besonders in den 1980er-Jahren gewann der Ort wirtschaftlich deutlich an Bedeutung, als der portugiesische Escudo gegenüber der spanischen Peseta sehr an Wert verlor, sodass der Ort viele spanische Käufer anzog. In der Folge verzeichnete der Ort ein bedeutendes Bevölkerungswachstum. Am 1. Februar 1988 wurde Vilar Formoso zur Vila (Kleinstadt) erhoben.

## Verwaltung
Vilar Formoso ist Sitz einer gleichnamigen Gemeinde (Freguesia) im Kreis (Concelho) von Almeida im Distrikt Guarda. In ihr leben 1791 Einwohner auf einer Fläche von 15 km² (Stand 19. April 2021).
Die Gemeinde besteht nur aus dem namensgebenden Ort.

## Verkehr

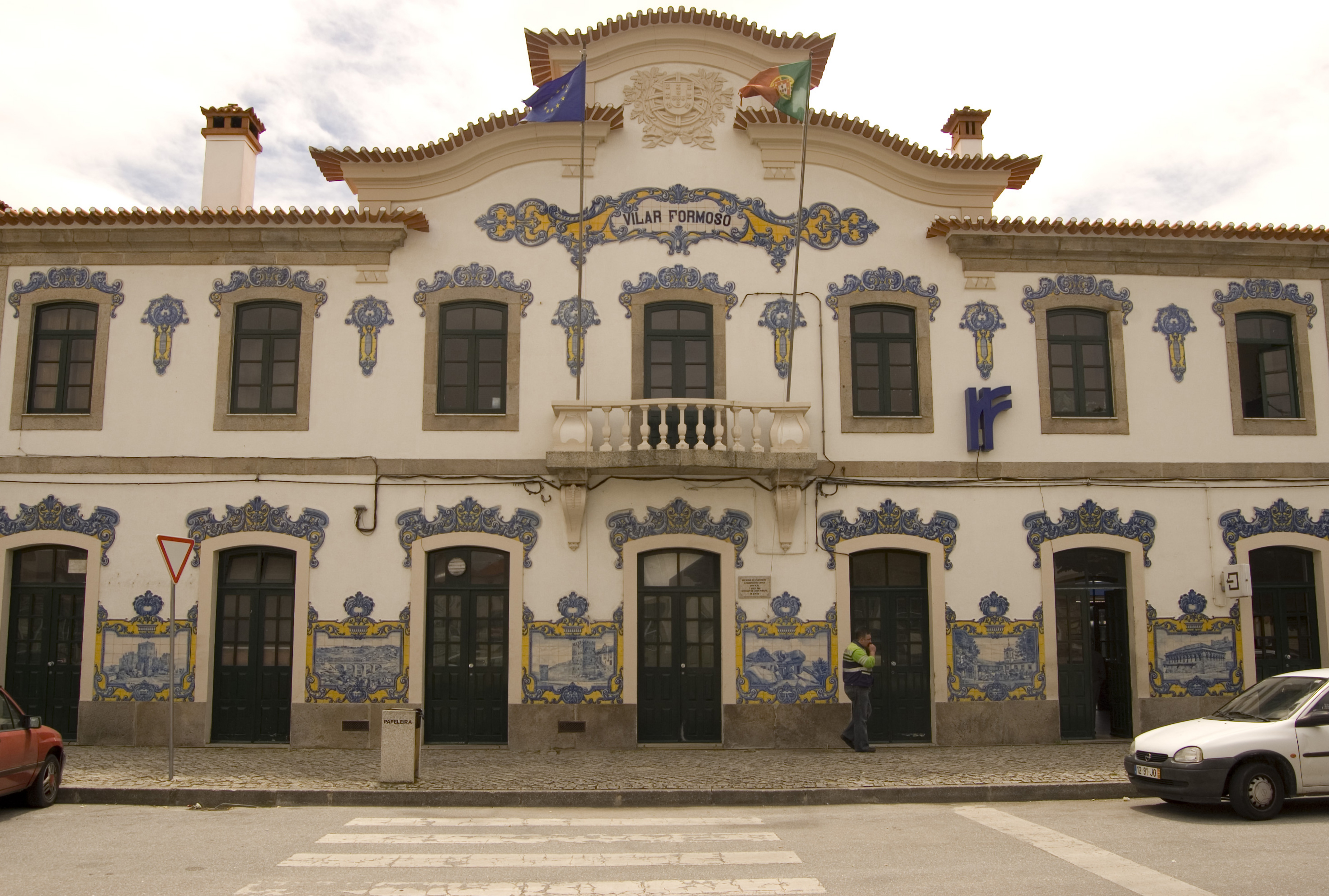
Bahnhof von Vilar Formoso an der Linha da Beira Alta

Vilar Formoso ist einer der wichtigsten portugiesischen Grenzübergänge zu Spanien. Sowohl die Bahnlinie der Linha da Beira Alta als auch die Autobahn A25 queren den Ort, zudem die Nationalstraßen N16 und N322. Bis zu seiner Einstellung 2020 infolge der COVID-19-Pandemie hielt hier der traditionsreiche Nachtzug „Sud-Express“ auf dem Weg nach Hendaye / Irun und weiter nach Paris.